# Свердловське (Артинський міський округ)
Свердло́вське (рос. Свердловское) — село у складі Артинського міського округу Свердловської області.
Населення — 699 осіб (2010, 772 у 2002).
Національний склад станом на 2002 рік: росіяни — 95 %.